# Chorwacka redakcja Latopisu popa Duklanina
Chorwacka redakcja Latopisu popa Duklanina, także Kronika Chorwacka (chorw. Hrvatska redakcija Ljetopisa popa Dukljanina, także Hrvatska Kronika) – anonimowa, przerobiona, spisana w języku chorwackim, krótsza wersja Latopisu popa Duklanina, pokrywająca się z nim do rozdziału XXIII, następnie przekazująca nowe informacje. Kronika Chorwacka zawiera liczne dodatki, których nie posiada Latopis, m.in. podanie o zabójstwie króla Zvonimira. Powstanie Kroniki datuje się na okres od XIV do XVI w.  

## Historia dzieła
Podobnie jak w przypadku Latopisu popa Duklanina, badaczom nie udało się ustalić ostatecznie autorstwa, ani daty powstania Kroniki Chorwackiej. Większość historyków uważa, iż Kronika powstała w XIV w.. Nie brakuje jednak głosów, mówiących o spisaniu Kroniki w wieku XV, a nawet XVI. Nie zostało również ostatecznie wykluczone, że Kronika faktycznie jest starsza niż sam Latopis. Jeszcze mniej wiadomo o autorze dzieła. Chorwacki historyk, Mladen Ančić, starał się przypisać autorstwo Kroniki nauczycielowi Nikoli Grgurovowi z Krajiny, który w pierwszej połowie XV w. piastował stanowisko dyrektora szkoły w Trogirze.
Chorwacką redakcję Latopisu odnalazł, w 1500 r., splicki patrycjusz (zamożny mieszczanin) Dmine Papalić w Poljice, w domu Juraja Markovicia z rodu Kačiciów. Papalić zamieścił w późniejszym, wykonanym przez niego, odpisie informację, że dokument został znaleziony w jednej ze starych ksiąg. Rekopis w j. chorwackim od Papalicia otrzymał Marko Marulić, który w 1510 r. przełożył dzieło na łacinę pt. Regum Dalmatiae atque Croatiae gesta. Łaciński przekład Marulicia zachował się w dziesięciu rękopisach i jeszcze większej liczbie wydań drukowanych. W 1666 r. przekład Kroniki Marulicia został opublikowany przez Ivana Lučicia (wraz z Latopisem popa Duklanina – zob. Latopis popa Duklanina) w dziele De regno Dalmatiae et Croatiae libri sex (O królestwie Dalmacji i Chorwacji w księgach sześciu).
Najstarszy rękopis zapisany w języku chorwackim, który przetrwał do dziś, pochodzi z 1546 r. i został wykonany przez Jerolima Kaleticia w Omiszu. W pisanym łaciną dokumencie, znajdującym się w zbiorach Biblioteki Watykańskiej, zapisano, iż oryginał został znaleziony w „jednej ze starych ksiąg, zapisanej pismem chorwackim”. W belgradzkim rękopisie przekładu Marulicia pt. Regum Dalmatiae et Croatiae historia una cum Salonarum desolatione zapisano, iż dzieło odnaleziono w „pisanej pismem i językiem iliryjskim (chorwackim) w jednej ze starych ksiąg” (łac. caractere et lingua Illyrica in libro quodam peruetusto scriptam). Historycy nie są zgodni co do faktycznego rodzaju pisma użytego w oryginale. Część badaczy uważa, że Kronika została zapisana głagolicą, a inni – cyrylicą. 

## Kronika Chorwacka a Latopis popa Duklanina
Na przestrzeni lat stawiano liczne pytania o związek Kroniki Chorwackiej z Latopisem popa Duklanina. Kronika Chorwacka, w odróżneniu od łacińskiego Latopisu, nie posiada wstępu. Obie wersje niemalże idealnie pokrywają się do rozdziału XXIII; dalsza część obu dzieł znacząco się różni. W Kronice Chorwackiej dalsze rozdziały od XXIV do XXVIII przekazują treści bez większego związku z faktycznymi wydarzeniami historycznymi; m.in. w rozdziale XXVII zapisano, całkowicie nieobecną w Latopisie popa Duklanina, opowieść o rzekomym zabójstwie króla Zvonimira. Fragment ten posłużył jako jeden z argumentów potwierdzający szeroko popieraną tezę o gwałtownej śmierci Zvonimira. Ówczesnemu ludowi opowieść służyła, jako wyjaśnienie upadku Królestwa Chorwacji wraz z końcem XI w.
Oprócz powyższych, między dziełami występuje wiele innych, bardziej subtelnych różnic. Latopis popa Duklanin mówi o mieszkańcach wyimaginowanego królestwa ogólnie jako o Słowianach, podczas gdy Kronika używa terminu Chorwaci. Również imię zmyślonego słowiańskiego króla, Świętopełka, zostało zamienione na Budimira. Kronika Chorwacka ma znacznie większą wartość dla chorwackiej historiografii niż Latopis popa Duklanina. Mimo to, dzieło pozostaje istotne przede wszystkich dla badania czasów, w których powstało, a nie tych, o których opowiada. Historycy posługują się Kroniką przede wszystkim, aby dowiedzieć się jak uczeni Chorwaci w późnym średniowieczu postrzegali swoją przeszłość.